# Плахтянка
Плахтя́нка — село Макарівської селищної громади Бучанського району Київської області. Розташоване за 9 км від центру громади та за 60 км від обласного центру. Найближча залізнична станція — Клавдієво, 12 км.
Площа населеного пункту — 5716,6 га, кількість дворів — 411.
Населення становить — 642 осіб.

## Історія
Згідно з переказом, у 1763 році поміщик побудував суконний завод, де, власне, і виготовлялася плахта — звідси і походить назва села — Плахтянка. На ґуральні працювали кріпаки, які оселилися тут же біля майстерні. Вони й дали початок новому селу. Крім того селяни займалися виробництвом гончарних виробів. 1768 року власник Макарова ксьондз Антоній Любомирський продав ксьондзу Каетану Росцішевському ключ Макарівський, у тому числі й Плахтянку. У 1772 році в селі було 17 дворів.
До реформи 1861 р. жителі села Плахтянки були кріпаками. Земля належала мотижинському поміщику Савицькому, у якого було 1700 га землі. Становище кріпосницьких селян було дуже важким. Щоб не вмерти з голоду, селяни змушені були займатися гончарством. Це було їхнім побічним заняттям, а головне — вони повинні були відробляти панщину.
Перед революцією 1905 р. нащадки пана Савицького почали продавати землю селянам. У цей час в селі було близько 100 селянських господарств, з них 70 % були середняки і 30 % — бідняки. Проте піщаний ґрунт давав погані врожаї і селянам треба було вкладати багато праці, щоб зібрати мізерний урожай. Під час революційних подій 1905—1907 рр. у селі відбувалися невеликі заворушення, організаторами яких були Сак Хомич Сімороз та Анатолій Новик. У 1918 р. жителі села Козмичі, підмовлені паном, вбили їх.
У 1914 р. на території села була побудована ґуральня з виробництва спирту. У 1918 р. завод націоналізовано. Розширення заводу відбулося у 1924, 1936, 1948 рр. З 1958 р. Плахтянський завод почав виробляти кормові антибіотики — біоміцин.
Територією села під час визвольних змагань пройшли загони петлюрівців, денікінців, німців.
Старожили села розповідають, що за царату в селі не було школи. 20-30 дітей навчалися в найманих селянських хатах. Навчав їх у 1910—1917 рр. учитель Цимбалюк із с. Андріївки. До 1917 р. в селі більшість населення була малограмотна. Лікаря, фельдшера чи акушерки в селі не було.
У 1918 р. в Плахтянці було проголошено радянську владу. Головою сільради було обрано М. О. Петренка, секретарем — П. В. Гончаренка. Борцями за радянську владу на селі були також комуністи — Зарицький і Шмигельській, які були вбиті супротивниками. Комсомольську організацію утворено у 1931 р. У 1922 р. організовано Комнезам, головою якого став І. К. Муклименко.
У селі принаймні до 1926 року мешкав Андрій Йосипович Андрієвський, хорунжий Армії УНР.
Колгосп у с. Плахтянка утворено в 1930 р. Його ініціатором був І. І. Оніщук. У колгосп під назвою 13-річчя Жовтня об'єдналося 30 селянських господарств, членами правління були П. В. Гончаренко і М. З. Сімороз. У 1931 р. повністю завершено колективізацію.
Перший день свого вступу в село і також встановлення «нового порядку» німецько-нацистські загарбники відзначили розстрілом дільничного уповноваженого міліції Приймака. Потім гестапівці схопили двох комуністів П. С. Гаєвського — директора школи та С. С. Яценка — колишнього голову колгоспу. Про їхню долю нічого не відомо дотепер. У 1942 р. нацисти схопили і розстріляли Горпину Сімороз та її молодшу дочку Антоніну за те, що чоловік її старшої доньки мав зв'язок із партизанами. За найменше порушення окупаційного режиму жителів по-звірячому били. 13 жителів села примусово було вивезено на каторжні роботи до Німеччини.
Населення села допомагало партизанам продовольством, одягом і збиранням зброї. Безпосередньо брали участь у партизанських загонах 8 осіб, зокрема В. Н. Сімороз, І. І. Соломенко. Г. І. Паламарчук.
У боротьбі проти нацистів у лавах Радянської армії брали участь 150 жителів села. Близько 80 осіб полягли в боях з ворогом. За бойові заслуги в роки Другої Світової війни 76 жителів Плахтянки нагороджені орденами й медалями Союзу РСР. Серед нагороджених найбільше урядових нагород мають: М. М. Сімороз (три ордени і три медалі), П. Г. Кураченко — три ордени «Червона Зірка» і три медалі; І. Г. Кацапчук — два ордени (Вітчизняної війни II ступеня, «Червона Зірка»), 3 медалі, В. М. Мукшименко, І. Б. Цимбалюк, В. Ф. Сухенко та інші.
Трудящі села в період з 1946 р. по 1953 р. приклали багато праці, щоб розвинути і відбудувати заново зруйноване після війни господарство.
В «Історії міст і сіл Української РСР» про Плахтянку початку 1970-х було подано таку інформацію:

| Плахтянка - село, центр сільської Ради, розташоване за 8 км від районного центру та за 14 км від залізничної станції Клавдієве. Населення - 849 чоловік. На території села - рільнича бригада і тваринницька ферма колгоспу ім. Калініна (центральна садиба в с. Гавронщині). Вирощують переважно картоплю та зернові культури. З промислових підприємств є завод кормових антибіотиків - один з найбільших в Україні. В Плахтянці - восьмирічна школа, клуб, бібліотека; дільнична лікарня на 25 ліжок з рентгенологічним і зуболікарським кабінетами та пологовим відділенням, аптека.[3]. |
У 1986 р. після аварії на ЧАЕС жителі с. Плахтянка прийняли до своїх осель переселенців з Чорнобильського району із сіл Речиця, Товстий Ліс, Буда, Красний Посьолок зі своїми звичаями та обрядами.
Село в основному робітниче, тому славиться такими працьовитими, щирими, добрими людьми, які вже на заслуженому відпочинку: В. П. Нагаєць, Г. Я. Лейвіч, А. Р. Біла, М. Я. Машовець, М. О. Васянович, М. В. Лавірко, працівники сільського господарства — М. П. Мельник, О. М. Дячук, Г. М. Татаренко, А. І. Зінченко, О. Г. Марченко, Н. З. Володько, медпрацівник В. Д. Майборода.
У Плахтянці працює промислове підприємство — ПрАТ «Плахтянський дослідний завод», структурний підрозділ корпорації «Укрзооветпромпостач», який виробляє ветеринарні препарати, засоби захисту рослин, премікси, білково-вітамінні добавки, комбікорми. Є власна ветаптека, де товари реалізуються за цінами виробника. Також працює Плахтянське лісництво ДП «Київське лісове господарство», приватна пилорама. У селі діє Плахтянська ЗОНІ І-ІІ ступенів, у 2005 р. відкрито навчально-виробниче об'єднання «Школа — дитячий садок». Працює медамбулаторія, яка обслуговує 4 населені пункти, сільський клуб, бібліотека, відділення зв'язку, філія ощадного банку, 4 приватні магазини.

## Галерея

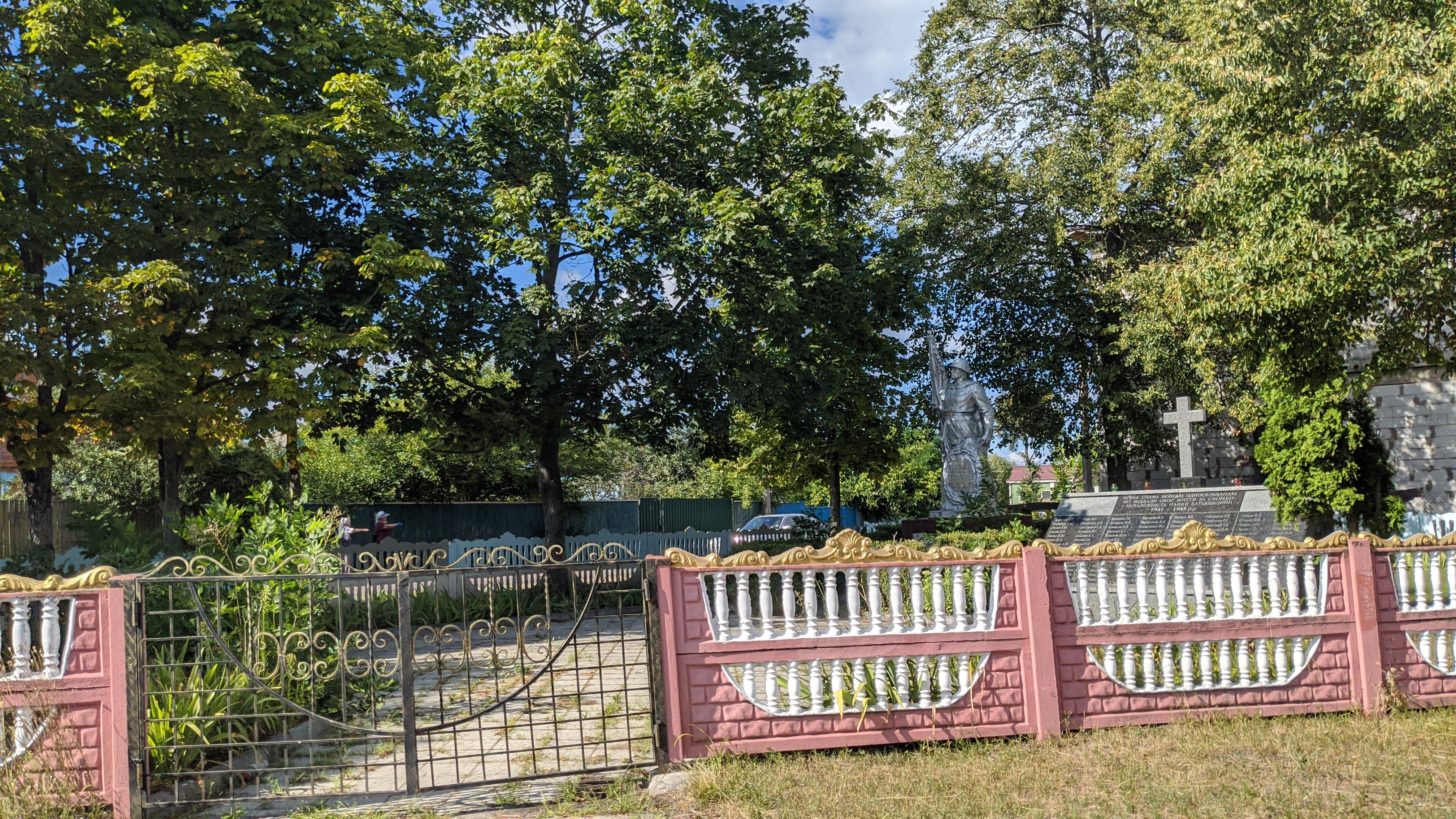
Пам'ятник загиблим у Другій світовій війні

## Відомі люди
- Гордієнко Сергій Георгійович (1959) — український науковець. Доктор юридичних наук (2009), доцент (2001)